# Eupithecia elbuta
Eupithecia elbuta es una especie de polilla de la familia Geometridae. La especie fue descrita por primera vez por András Mátyás Vojnits habiendo sido descrita en 1992, con distribución en Chile y Perú. El holotipo de la especie fue descrita en el parque nacional Nahuelbuta, a 1200 metros (3937,0 pies) de altitud. Es la polilla más pequeña de Chile.